# Acta Archelai
Die Acta Archelai des sonst unbekannten Kirchenvaters Hegemonius sind ein vielleicht um 400 in Rom entstandener antimanichäischer Roman, der ursprünglich angeblich in Syrisch geschrieben, aber auch ins Griechische übersetzt wurde, vollständig aber nur in Latein erhalten ist.
Er enthält die fingierten Streitgespräche eines großkirchlichen Bischofs namens Archelaos, Bischof der mesopotamischen Stadt Caschar (wohl Carrhae), mit dem Religionsstifter Mani, aus denen Archelaos als Sieger hervorgeht. Das Werk stellt ein Dokument des Abwehrkampfes der alten Kirche gegen den Manichäismus dar und galt früher als wichtige Quelle für diesen selbst.

## Ausgaben
- Hegemonius: Acta Archelai (= Die griechischen christlichen Schriftsteller der ersten drei Jahrhunderte. Band 16). Herausgegeben von Charles H. Beeson. J. C. Hinrichs, Leipzig 1906 (Digitalisat).
- Acta Archelai (= Manichaean Studies. Band 4). Herausgegeben von Mark J. Vermes. Brepols, Turnhout 2001, ISBN 2-503-51156-2.